# Арканар
Аркана́р — вымышленный город, столица королевства Арканарского, расположенного на планете, описанной в повести братьев Стругацких «Трудно быть богом». Эта планета — часть Мира Полудня и представляет собой мир в переходной стадии между поздним феодализмом и эпохой Возрождения (в противоположность, например, раннефеодальной Сауле).

## Описание города
О планете в целом известно крайне мало, так как книга концентрируется на событиях, предшествовавших т. н. «арканарской резне» — к примеру, не известно даже её официальное имя, поэтому у знатоков творчества Стругацких принято назвать её по имени города Арканар или по названию крупнейшего на ней государства Эстор. В повести Леонида Филиппова «День ангела» во втором томе серии «Время учеников» планета названа Цурэнаку, похоже (Цуринака) она именуется в компьютерной игре Трудно быть богом. Распространено название Аврора, придуманное Сергеем Переслегиным для своих послесловий в проекте «Время учеников». Известно, что на планете девять континентов. Население города Арканар, как указано в 6-й главе повести, составляет 200 тыс. человек.
Сразу же после открытия планеты она стала объектом пристального наблюдения со стороны Института Экспериментальной Истории, который видел в этом открытии возможность проверить на практике им же разработанную «базисную теорию феодализма». Первые наблюдатели, прибывшие на планету, не имели никаких прав вмешиваться в местные дела и должны были оставаться незаметными наблюдателями, однако открытие Саулы развязало руки ИЭИ и позволило его агентам принять деятельное участие в арканарских делах. К началу «арканарской резни» на планете работали 250 историков (прогрессорства тогда еще не было), разбросанных по девяти континентам.

## Критика
По одной из версий литературоведов, Арканар является частью Мира Полудня и хорошо известен землянам, став частью их фольклора. По другой, Арканар — вымысел, выдумка, часть детской игры.
Образ Арканара, жестокого города Средних веков, считается одним из наиболее примечательных в российской фантастике.
В то время как «Полдень» в целом представлял собой место, в котором братья Стругацкие хотели бы жить, Арканар является примером мира, в котором исторический прогресс отклонился от близкого авторам пути.